# 愛を少し語ろう
「愛を少し語ろう」（あいをすこしかたろう）は、日本のデュオ・花*花のメジャー5作目（通算11作目）のシングル。

## 概要
- 前作「やっぱり!」から約3ヶ月ぶり、アルバム『spice』からの先行シングル。
- 表題曲はTBS系列『日立 世界・ふしぎ発見!』のエンディングテーマに起用された。

## 収録曲
1. 愛を少し語ろう
作詞・作曲：こじまいづみ
編曲：パパダイスケ
2. ばんそうこう1枚
作詞・作曲：こじまいづみ
編曲：パパダイスケ
3. 愛を少し語ろう -instrumental-
作曲：こじまいづみ
編曲：パパダイスケ
表題曲のインストゥルメンタルバージョン。
4. ばんそうこう1枚 -instrumental-
作曲：こじまいづみ
編曲：パパダイスケ
カップリング曲のインストゥルメンタルバージョン。

## 参加ミュージシャン
花*花
- こじまいづみ：Vocal (#1,2)、Piano (#2,4)
- おのまきこ：Vocal (#2)、Chorus & Piano (#1,3)

Support Musician
- パパダイスケ：Tambourine (#1,3)
- 橋本まさし：Acoustic Guitar (#1,3)
- 品川知昭：Electoric Guitar (#1,3)
- 佐藤研二：Bass (全曲)
- 小畑ポンプ：Drums (全曲)
- 数原晋：Trumpet (#1,3)
- 松本治：Trombone (全曲)
- ボブ・ザング：Saxophone (#1,3)
- 塩谷博之：Saxophone (#2,4)
- 後藤勇一郎ストリングス：Strings (#1,3)

## タイアップ
- TBS系列教養クイズ番組『日立 世界・ふしぎ発見!』2001年7月-9月度エンディングテーマ (#1)

## 収録アルバム
- spice (#1,2 spice version)
- FOOT PRINT〜花*花WORKS 2000-2003 (#1)
- ゴールデン☆ベスト シングル・コレクション (#1,2)
- 2×20 (#1,2 spice version)